# Dapanoptera toxopaeana
Dapanoptera toxopaeana är en tvåvingeart som först beskrevs av Alexander 1959.  Dapanoptera toxopaeana ingår i släktet Dapanoptera och familjen småharkrankar. Inga underarter finns listade i Catalogue of Life.